# Doctor Slump
Doctor Slump (hangul: 닥터슬럼프) (bra: Médicos em Colapso) é uma série de televisão sul-coreana de 2024 escrita por Baek Seon-woo, dirigido por Oh Hyun-jong, e estrelada por Park Hyung-sik, Park Shin-hye, Yoon Park e Gong Seong-ha. Foi ao ar na JTBC de 27 de janeiro a 17 de março de 2024, sendo transmitida todos sábados e domingos às 22h30 (KST). Também está disponível em plataformas de streaming, como o TVING, na Coreia do Sul, e na Netflix, em regiões selecionadas.

## Sinopse
A trama da série gira em torno do relacionamento amoroso de Nam Ha-neul e Yeo Jeong-woo que tinham perspectivas promissoras em suas carreiras, mas que tiveram recaídas devido a circunstâncias diferentes. Ha-neul e Jeong-woo eram rivais no ensino médio que se desprezavam e acabaram por seguir caminhos diferentes após a adolescência. Mas quando são forçados a abandonar o emprego como médicos, eles acabam dividindo a mesma casa e acabam se apaixonando.

## Elenco

### Principal
- Park Hyung-sik como Yeo Jeong-woo: um estudante despreocupado que sempre tirava as melhores notas nas provas. Jeong-woo segue carreira como cirurgião plástico, mas acaba por cometer um erro médico e desenvolver um trauma.[7]
- Park Shin-hye como Nam Ha-neul: uma exímia aluna nota A que decide ser anestesista depois de muitas lutas, mas que deixa o hospital em que trabalha após desenvolver burnout por conta da rigidez de seu professor de medicina.[7]
- Yoon Park como Bin Dae-yeong: um cirurgião plástico que tem uma certa rivalidade com Jeong-woo, seu conhecido colega de faculdade.[8]
- Gong Seong-ha como Lee Hong-ran: anestesista e melhor amiga de Ha-neul.[8]
- Oh Dong-min como Min Kyung-min: amigo de Jeong-woo e sênior de Ha-neul, que é o professor mais jovem do departamento de anestesiologia.[9]

### De apoio

#### A família de Ha-neul
- Jang Hye-jin como Kong Wol-seon: mãe de Ha-neul.[10]
- Yoon Sang-hyeon como Nam Ba-da: irmão mais novo de Ha-neul.[10]
- Hyun Bong-sik como Kong Tae-seon: tio materno de Ha-neul.[10]

#### Pessoas da Escola Secundária Yeongwon
- Jeong Ji-sun como Han Sang-chul: Professor de Jeong-woo e Ha-neul durante o terceiro ano do ensino médio.[11]
- Park Won-ho como Kim Mu-geun: amigo de Jeong-woo desde o ensino médio.[11]
- Kang Sang-jun como Son Chan-yeong: amigo de Jeong-woo desde o ensino médio.[11]

#### Outros
- Song Ji-woo como Do Hye-ji: enfermeira da Cirurgia Plástica Bin Dae-young.[12]
- Kim Jae-beom como Kang Jin-seok: um anestesista que fez uma cirurgia junto com Jeong-woo e o difamou devido a um incidente médico.[12]

### Estendido
- Kim Jung-hwan como Doutor Woo: Colega de classe de Ha-neul.[13]
- Oh Ryoong como Kim Sang-geun: Superior de Ha-neul que é professor anestesista.[14]

### Participações especiais
- Park Won-sang como Nam Man-seok: o pai de Ha-neul.
- Lee Seung-joon como psiquiatra de Ha-neul[15]
- Jang In-sub como amigo de Jeong-woo e Dae-yeong
- Cha Yong-hak como promotor
- Jeon I-soo
- Kim Il-joong
- Kim Ha-eun
- Lee Sung-kyung como Han Woo-ri: ex-colega de escola de Jeong-woo e Ha-neul.[16]

## Produção

### Desenvolvimento
Foi noticiado pelo Xports News que a produção da série se iniciaria em 2023 e iria ao ar na JTBC em outubro do mesmo ano.
A primeira leitura do roteiro foi realizada no dia 4 de março de 2023, e as gravações também começaram no mesmo mês.
O drama foi escrito pela roteirista Baek Seon-woo, dirigido por Oh Hyun-jong e produzido pela SLL e HighZium Studio.

### Escolha do elenco
Em novembro de 2022, Park Shin-hye e Park Hyung-sik foram escalados como os protagonistas da série e esta foi a segunda vez que ele trabalhariam juntos desde que estrelaram em The Heirs (2013).
Em março de 2023, Park Hyung-sik, Park Shin-hye, Yoon Park e Gogn Seong-ha foram confirmados para desempenhar vários papéis na série.

## Trilha sonora

### Parte 1
| Lançado em 27 de janeiro de 2024 |                                       |                    |                    |                |         |  |
| N.º                              | Título                                | Letras             | Música             | Artista        | Duração |  |
| 1.                               | "In My Memory" (기억속에 너와)        | Lee Ki-hwan Eunrim | Lee Ki-hwan Eunrim | Seulgi         | 3:25    |  |
| 2.                               | "In My Memory" (기억속에 너와; Inst.) |                    | Lee Ki-hwan Eunrim |                | 3:25    |  |
| Duração total:                   | Duração total:                        | Duração total:     | Duração total:     | Duração total: | 6:50    |  |

### Parte 2
| Lançado em 3 de fevereiro de 2024 |                                    |                |                                           |                |         |  |
| N.º                               | Título                             | Letras         | Música                                    | Artista        | Duração |  |
| 1.                                | "Not Alone" (혼자가 아니야)        | Taibian        | Taibian Kim Jung-woo (Toxic) Director Ahn | Hynn           | 4:12    |  |
| 2.                                | "Not Alone" (혼자가 아니야; Inst.) |                | Taibian Kim Jung-woo (Toxic) Director Ahn |                | 4:12    |  |
| Duração total:                    | Duração total:                     | Duração total: | Duração total:                            | Duração total: | 8:24    |  |

### Parte 3
| N.º            | Título                                      | Letras         | Música         | Artista        | Duração |  |
| 1.             | "The Way to Love Myself" (나 사랑법)        | Lee Chi-hoon   | Park Sung-il   | Chen (Exo)     | 3:29    |  |
| 2.             | "The Way to Love Myself" (나 사랑법; Inst.) |                | Park Sung-il   |                | 3:29    |  |
| Duração total: | Duração total:                              | Duração total: | Duração total: | Duração total: | 6:58    |  |

### Parte 4
| Lançado em 24 de fevereiro de 2024 |                                          |                |                |                |         |  |
| N.º                                | Título                                   | Letras         | Música         | Artista        | Duração |  |
| 1.                                 | "Actually I Love You" (사실 너를)        | In Woo         | In Woo         | Junggigo       | 3:45    |  |
| 2.                                 | "Actually I Love You" (사실 너를; Inst.) |                | In Woo         |                | 3:45    |  |
| Duração total:                     | Duração total:                           | Duração total: | Duração total: | Duração total: | 7:30    |  |

### Parte 5
| Lançado em 2 de março de 2024 |                                    |                |                    |                       |         |  |
| N.º                           | Título                             | Letras         | Música             | Artista               | Duração |  |
| 1.                            | "Love Is" (사랑한다는 말은)        | Park Purple    | Park Purple In Woo | Dayoung (WJSN) & Eden | 3:11    |  |
| 2.                            | "Love Is" (사랑한다는 말은; Inst.) |                | Park Purple In Woo |                       | 3:11    |  |
| Duração total:                | Duração total:                     | Duração total: | Duração total:     | Duração total:        | 6:22    |  |

### Parte 6
| Lançado em 10 de março de 2024 |                                 |                                  |                                  |                |         |  |
| N.º                            | Título                          | Letras                           | Música                           | Artista        | Duração |  |
| 1.                             | "Lean On Me" (내게 기대)        | Shim Gyu-tae Kim Jae-won Jay Lee | Jay Lee Shim Gyu-tae Kim Jae-won | Park Hyung-sik | 3:26    |  |
| 2.                             | "Lean On Me" (내게 기대; Inst.) |                                  | Jay Lee Shim Gyu-tae Kim Jae-won |                | 3:26    |  |
| Duração total:                 | Duração total:                  | Duração total:                   | Duração total:                   | Duração total: | 6:52    |  |

## Lançamento
A JTBC divulgou a data de estreia da série, que ela iria ao ar todos os sábados e domingos às 22h30 (KST), a partir de 27 de janeiro de 2024. Também está disponível para streaming na TVING e na Netflix.

## Recepção

### Resposta da crítica
A série recebeu respostas mistas a positivas dos críticos. Johnny Loftus do Decider escreveu que "com Park Shin-hye e Park Hyung-sik liderando o caminho, Doctor Slump nos deixou curiosos sobre como a rivalidade de seus personagens evoluirá para o romance". Em Bollywood Hungama, Nandini Iyengar afirmou que "com um enredo cativante, protagonistas engraçados, mas fortes e grande valores de exibição, Doctor Slump está, sem dúvida, caminhando para se tornar um dos dramas mais amados de 2024". Joly Herman da Common Sense Media deu 3/5 estrelas e proclamou que "Doctor Slump é cativante sem ser nervoso" e "tem um ritmo rápido e muito fofo". Tanu I. Raj da revista NME deu 3/5 estrelas e escreveu que a série "dilui a história impactante do programa, que até agora tratou questões de saúde mental de forma surpreendentemente realista e sensível" e "é, no entanto, um relógio envolvente e de ritmo acelerado, especialmente se você adora brincadeiras espirituosas e novas amizades". Em But Why Tho?, Sarah Musnicky deu 6,5/10 pontos e criticou a série, afirmando ser "tão sem direção quanto sua personagem principal, Ha-Neul" e "ela tenta descobrir qual caminho seguir, com sua mensagem primária ficando confusa no processo". Pierce Conrad, do South China Morning Post, deu 3/5 estrelas e descreveu "Park Shin-hye teve uma atuação equilibrada e fundamentada em Doctor Slump, enquanto a apresentação mais vistosa de Park Hyung-sik muitas vezes se aproximava do reino da caricatura" e "prometia focar na saúde mental e nos estigmas que a cercam na sociedade sul-coreana", mas "não conseguiu fazê-lo, concentrando-se nos relacionamentos". S. Poorvaja do The Hindu escreveu que "as performances principais e a sensibilidade em 'Doctor Slump', em sua maior parte, quase compensam seus problemas de ritmo".

### Audiência
Doctor Slump ficou em nono lugar na categoria Global Top 10 TV (produções estrangeiras) da Netflix após dois dias de sua estreia, sendo muito bem recebido em 11 países, entre 22 a 28 de janeiro, com 1,9 milhão de horas assistidas por 1,4 milhão de telespectadores em sua primeira semana. Durante sua segunda semana, a série subiu ao topo da lista e acumulou 10,2 milhões de horas assistidas por 2,9 milhões de telespectadores. A série permaneceu na paradas por mais sete semanas consecutivas.
| Temporada | Temporada | Ep. 1 | Ep. 2 | Ep. 3 | Ep. 4 | Ep. 5 | Ep. 6 | Ep. 7 | Ep. 8 | Ep. 9 | Ep. 10 | Ep. 11 | Ep. 12 | Ep. 13 | Ep. 14 | Ep. 15 | Ep. 16 | Ep. 17 |
| --------- | --------- | ----- | ----- | ----- | ----- | ----- | ----- | ----- | ----- | ----- | ------ | ------ | ------ | ------ | ------ | ------ | ------ | ------ |
|           | 1         | 0.938 | 1.261 | 1.229 | 1.265 | 0.955 | 0.988 | 1.316 | 1.549 | 1.383 | 1.984  | 1.402  | 1.631  | 1.332  | 1.517  | 1.196  | 1.535  | 1.343  |

| Ep. | Data de transmissão original | Parcela média de audiência (Nielsen Korea) | Parcela média de audiência (Nielsen Korea) |
| Ep. | Data de transmissão original | Nacional                                   | Seul                                       |
| --- | ---------------------------- | ------------------------------------------ | ------------------------------------------ |
| 1 | 27 de janeiro de 2024        | 4.060% (3º)                                | 4.769% (1º)                                |
| 2 | 28 de janeiro de 2024        | 5.137% (1º)                                | 5.867% (1º)                                |
| 3 | 3 de fevereiro de 2024       | 5.075% (1º)                                | 5.679% (1º)                                |
| 4 | 4 de fevereiro de 2024       | 6.738% (1º)                                | 7.468% (1º)                                |
| 5 | February 10, 2024            | 3.735% (1º)                                | 4.042% (1º)                                |
| 6 | 11 de fevereiro de 2024      | 3.869% (1º)                                | 3.964% (1º)                                |
| 7 | 17 de fevereiro de 2024      | 5.699% (1º)                                | 6.916% (1º)                                |
| 8 | 18 de fevereiro de 2024      | 6.231% (1º)                                | 6.823% (1º)                                |
| 9 | 24 de fevereiro de 2024      | 5.824% (1º)                                | 6.808% (1º)                                |
| 10 | 25 de fevereiro de 2024      | 8.173% (1º)                                | 9.773% (1º)                                |
| 11 | 2 de março de 2024           | 5.704% (1º)                                | 6.444% (1º)                                |
| 12 | 3 de março de 2024           | 6.598% (1º)                                | 7.658% (1º)                                |
| 13 | 9 de março de 2024           | 5.272% (1º)                                | 6.228% (1º)                                |
| 14 | 10 de março de 2024          | 6.325% (1º)                                | 7.190% (1º)                                |
| 15 | 16 de março de 2024          | 4.951% (1º)                                | 5.937% (1º)                                |
| 16 | 17 de março de 2024          | 6.463% (1º)                                | 7.431% (1º)                                |
| Média | Média                        | 5.616%                                     | 6.437%                                     |
| - Na tabela acima, os números em azul representam a audiência média mais baixa e os números em vermelho representam a audiência média mais alta. - Este drama foi ao ar em um canal a cabo/TV paga que normalmente tem uma audiência relativamente menor em comparação com a TV aberta/emissoras pública (KBS, SBS, MBC, e EBS). |                              |                                            |                                            |